# Robert Grosvenor (2e baron Ebury)
Pour les articles homonymes, voir Robert Grosvenor.
Robert Wellesley Grosvenor, 2e baron Ebury (25 janvier 1834 - 13 novembre 1918) est un homme politique britannique.

## Biographie
Il est le fils de Robert Grosvenor (1er baron Ebury) et fait ses études à Harrow School et King's College de Londres. Grosvenor joue trois matchs de First-class cricket pour le Marylebone Cricket Club entre 1861 et 1863.
Il entre dans le 1er régiment de Life Guards en 1853, devient capitaine en 1859, et capitaine du régiment territorial de Cheshire en 1870. Membre du Parti Libéral, il est député au Parlement de Westminster, de 1865 à 1874.
Il épouse Emilie Beaujolais White, fille de Henry White, 1er baron Annaly le 20 juillet 1867. Ils ont cinq enfants. Son fils Victor Robert Grosvenor, 3e baron Ebury lui succède à la pairie.